# Court Tomb von Shalwy

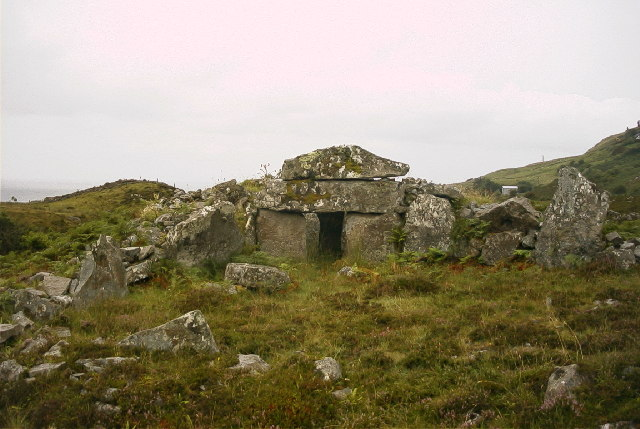
Court Tomb von Shalwy

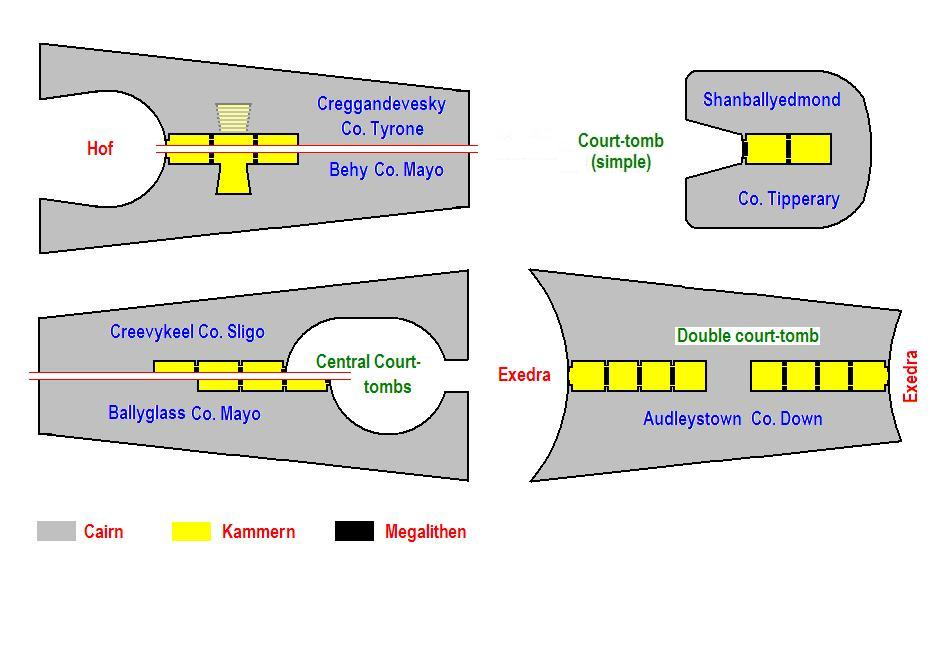
Formen von Court Tombs – Shalwy entspricht etwa dem Bild links unten

Das Court tomb von Shalwy (irisch Na Sealbha; auch Muinner Carn genannt) befindet sich auf sumpfigem Gelände etwa 3,0 km östlich von Kilcar (irisch Cill Charthaigh) und 6 km westlich von Killybegs (irisch Na Cealla Beaga) im County Donegal in Irland. Shalwy wurde zwischen 1967 und 1970 ausgegraben. Es gibt mit Croaghbeg und Bavan zwei weitere Court Tombs in diesem Bereich. Court Tombs gehören zu den megalithischen Kammergräbern (englisch chambered tombs) der Britischen Inseln. Sie werden mit etwa 400 Exemplaren nahezu ausschließlich in Ulster im Norden von Irland beziehungsweise in Nordirland gefunden.
Der etwa 37 m lange Cairn ist doppel-trapezoid und hat in der Mitte eine maximale Breite von 14,5 m. Im Bereich der Exedra ist er etwa 10 m breit und das hintere Ende ist etwa 7 m breit. Die erhaltene Höhe des Cairns beträgt etwa 2,0 m, aber er war ursprünglich höher. Die Seiten des Cairns wurden von Trockenmauerwerk gehalten, das an einigen Stellen bis zu 0,9 m Höhe erhalten ist. Der Zugang in der Mitte der Fassade führte, ähnlich wie bei Creevykeel, zum Hof mit seiner konkaven Exedra.
Der vordere Bereich des Steinhaufens mit der Fassade und einem Teil des Hofes wurde zerstört, so dass die ursprüngliche Form dieses Abschnitts aus der Ausgrabung abgeleitet wurde. Der Zugang durch die Fassade war etwa 5 m lang und führt in einen birnenförmigen etwa 8,5 m langen und an der breitesten Stelle 7,8 m breiten Hof (englisch court). Er wurde von großen Orthostaten geformt, von denen die meisten fehlen. Reihen von 10 Steinen nördlich und acht Steinen südlich der Galerie befinden sich in situ. Die Ausgrabung des Hofes erbrachte mehrere Feuersteinstücke einschließlich einer blattförmigen Pfeilspitze. Eine Muschelschale wurde unter dem Endstein der Galerie gefunden.
Die Galerie war bis zur Oberkante der Seitenplatten mit Steinen verfüllt. Die etwa 6 m lange Galerie besteht aus drei Platten auf jeder Seite und dem Endstein. Ein Pfostenpaar in der Mitte der Galerie strukturiert den Raum, was sich beim Court tomb von Croaghbeg wiederholt. Der Zugang zur Galerie erfolgt zwischen zwei flachen etwa 1,5 m hohen Pfosten, die eine Öffnung von 0,85 m lassen. Die Pfosten werden von einem massiven Doppelsturz überspannt. Das untere Element ist 3,1 m lang, 1,35 m breit und 0,65 m dick. Das obere ist 2,8 m lang, 1,5 m breit und 0,7 m dick, seine Oberseite hat ein Giebelprofil. Eine große rechteckige Platte an der Vorderseite der Galerie, die vermutlich die Verschlussplatte war, wurde während der Grabung zerbrochen und entfernt.
Die vordere Kammer der Galerie ist 3 m lang und an der breitesten Stelle, gleich hinter dem Zugang, 3,4 m breit. Sie verjüngt sich in Richtung der hinteren Kammer. Die Segmentierungspfosten stehen 0,6 m auseinander. Sie sind 1,45 m bzw. 1,6 m hoch. Eine große Platte in der vorderen Kammer war vermutlich der Sturz über den Pfosten. Der 2,2 m lange, 0,95 m breite und 0,95 m dicke Stein liegt nun im Hof außerhalb der Galerie.